# 路易斯·鲁维亚莱斯
路易斯·曼努埃尔·鲁维亚莱斯·贝哈尔（Luis Manuel Rubiales Béjar，1977年8月23日—）是西班牙前任的足協官员和职业球员，生于加那利群岛的拉斯帕尔马斯。退役前曾司職後衛，他曾參加53場西班牙足球甲级联赛的比賽。退役後他擔任西班牙皇家足球協會主席，同時還兼任歐洲足球協會聯盟副主席。
在2023年國際足協女子世界盃決賽中，西班牙国家女子足球队獲勝並奪得2023年女足世界杯冠軍。賽後的颁奖典礼上，路易斯·鲁维亚莱斯當眾親吻了珍妮弗·埃尔莫索，賽後埃爾莫索表示自己並沒有同意鲁维亚莱斯親吻自己。隨後国际足联宣佈對路易斯·鲁维亚莱斯做出停職處理。
2023年9月6日，埃尔莫索正式向法院起诉盧比雷亞斯。9月10日，鲁维亚莱斯宣佈辭去他在足球界的管理職務。
2024年3月27日，鲁维亚莱斯被西班牙检察官玛塔·杜兰特斯（Marta Durantez）起诉一项性侵犯罪和一项胁迫罪，要求法庭就两项罪名分别他判处一年和十八个月的监禁。
2025年2月19日，西班牙高等法院裁定鲁维亚莱斯性侵犯罪名成立，判处罚款10800欧元，一年内禁止进入埃尔莫索半径200米范围，禁止联络埃尔莫索。